# Fasil Ghebbi
A Fasil Ghebbi az Etióp Birodalom uralkodóinak székhelye volt a 17. századtól a 19. század második feléig. Az egész afrikai kontinensen kiemelkedő jelentőségű épületkomplexumot, amely palotákat, templomokat, monostorokat, az adminisztráció épületeit és a birodalom egyik könyvtárát is magába foglalta, 900 méter hosszú fal védte a támadásoktól. Egyedi építészete sokféle hatást mutat, az etióp ortodox építészeti stíluson kívül magán hordozza az arab, a hindu, a núbiai és a portugálok révén a barokk stílusjegyeit is. A Ghebbi szó jelentése amharául királyi rezidencia. 1979 óta a világörökség része.

## Történet
A 12. és a 17. század között az etióp uralkodók gyakran költöztették székhelyüket, udvarukat néhány évente másik területre helyezték át. Baszilidész császár 1636-ban helyezte tartósan a birodalom adminisztrációs központját a tengerszint fölött 2133 méter magasan fekvő Gondarba. Ekkor kezdődött meg a fellegvár, a Fasil Ghebbi építése is, a várfalakkal és a fő épületkomplexumokkal. Ettől kezdve egészen 1886-ig szolgált az ország fővárosaként, amikor II. Menelik császár hivatalosan is Addisz-Abebába helyezte át székhelyét. Az épületkomplexum súlyos károkat szenvedett az 1866-os belharcokban amikor II. Tevodrosz fölgyújtatta a várost, majd 1887-ben mahdista felkelők fosztották ki az ekkora már csak elavult védművekkel rendelkező erődöt. Etiópia olasz megszállása (1936) után a fasiszta vezetés kultúrpolitikájának részeként igyekeztek konzerválni a romokat, azonban az ekkor fölhasznált nagy mennyiségű cement és vasbeton károkat okozott az épületegyüttes eredeti szerkezetében és rontott a helyszín autentikusságán is.

## A helyszín

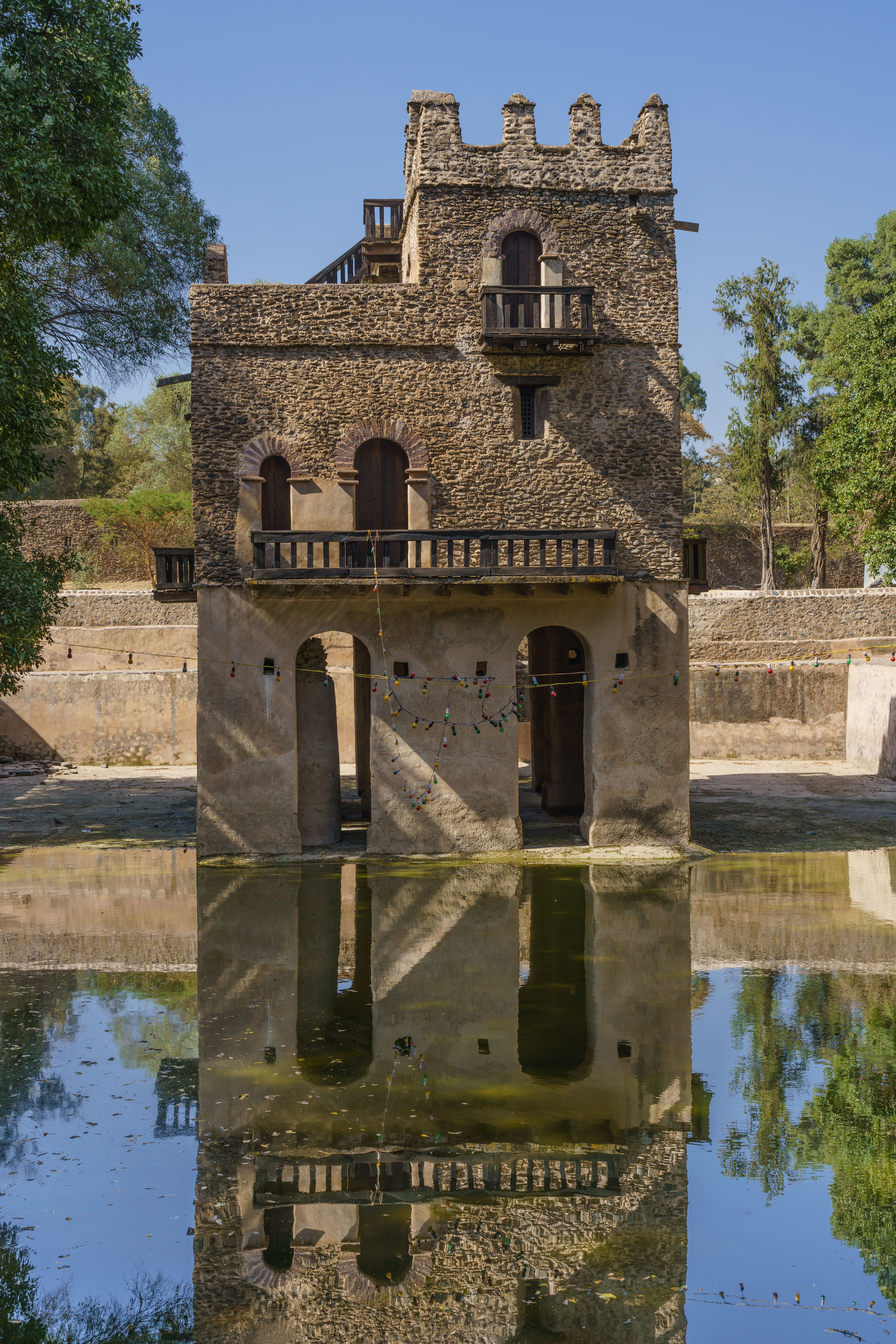
Baszilidász császár fürdője

Fasil Ghebbi jelenleg Etiópia Amhara államában, Semien Gondar tartományban található. Kialakításától egészen 1995-ig Begemder történelmi hercegségéhez (később tartomány) tartozott. A 900 méter hosszú fő védelmi falhoz 12 kapu tartozik és 3 híd kapcsolódik, a komplexum teljes területe mintegy 70 000 m2. A világörökségi védett terület lefedi a Fasil Ghebbiben található Bazilidász, Ijaszusz és Dávid császár palotáit, Tzadich Yohannes könyvtárát és kancelláriáját, Mentuab palotáját és Bekaffa császár bankett termét. A UNESCO védettség kiterjed több gondari és Gondar környéki épületre is. A világörökség részét képezi így Baszilidész fürdője, Debre Berhan Selassie és Gorgora kolostora, valamint az 1620-ban épült Guzara kastély is.

## Világörökségi státusz

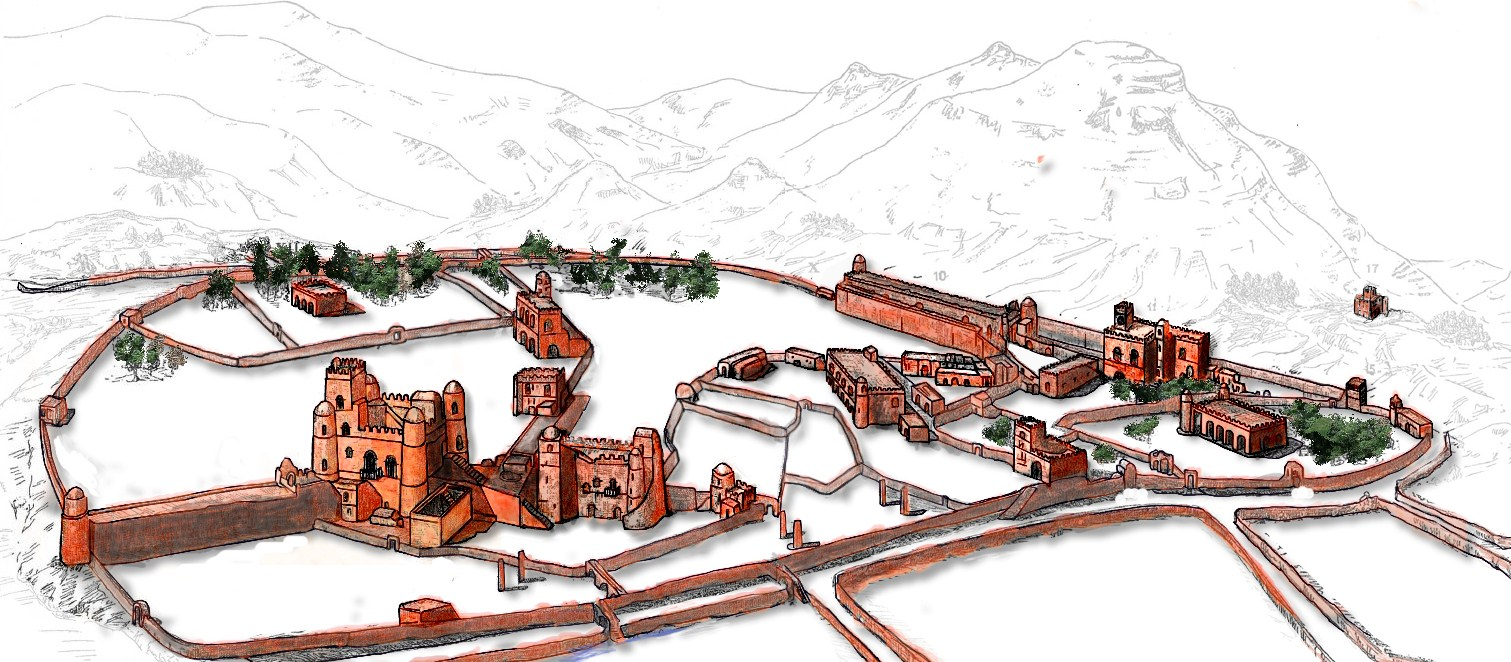
Fasil Ghebbi rekonstrukciós rajza madártávlatból

Az UNESCO indoklása szerint a gondari építészet figyelemre méltó eredménnyel ötvözi a zsidó, a keresztény és az iszlám kultúrát. A stílusirányzatok ezen keveredése figyelhető meg a XVI-XVII. századi etióp irodalomban, kézműiparban és zenében is. Az ország XIX. századi hanyatlása során is megőrizte funkcióinak jelentős részét és a helyi lakosság számára kiemelt szakrális és kulturális jelentőséggel rendelkezik napjainkban is. A gondari építészet több mint 200 éven át meghatározó volt az etióp architektúra fejlődésében és Fasil Ghebbi, Baszilidész fürdője és a többi helyszín kivételesen jól reprezentálja a XVII. századi etióp civilizáció emlékeit.

## Galéria

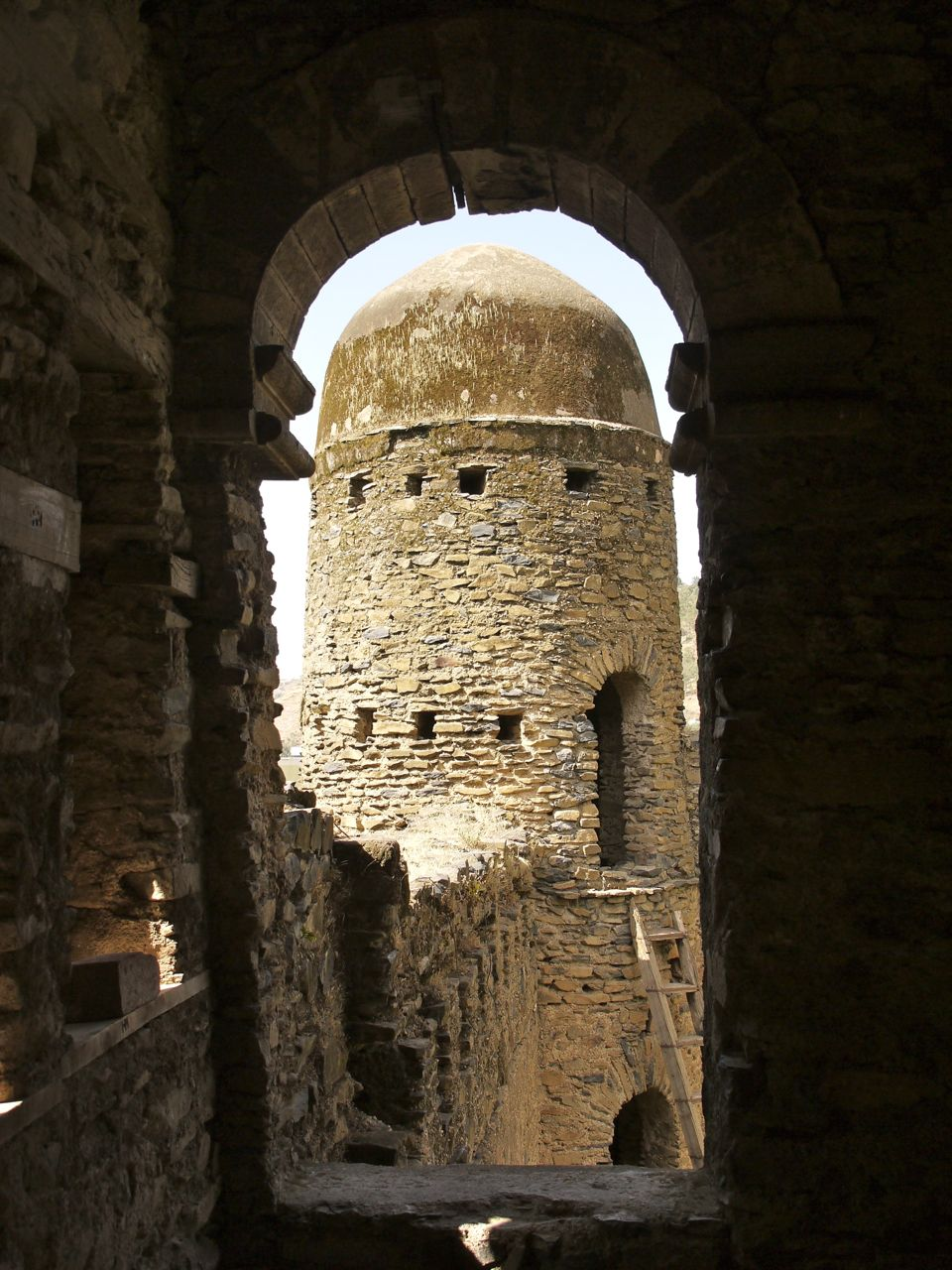
Bástya a külső védőfalon
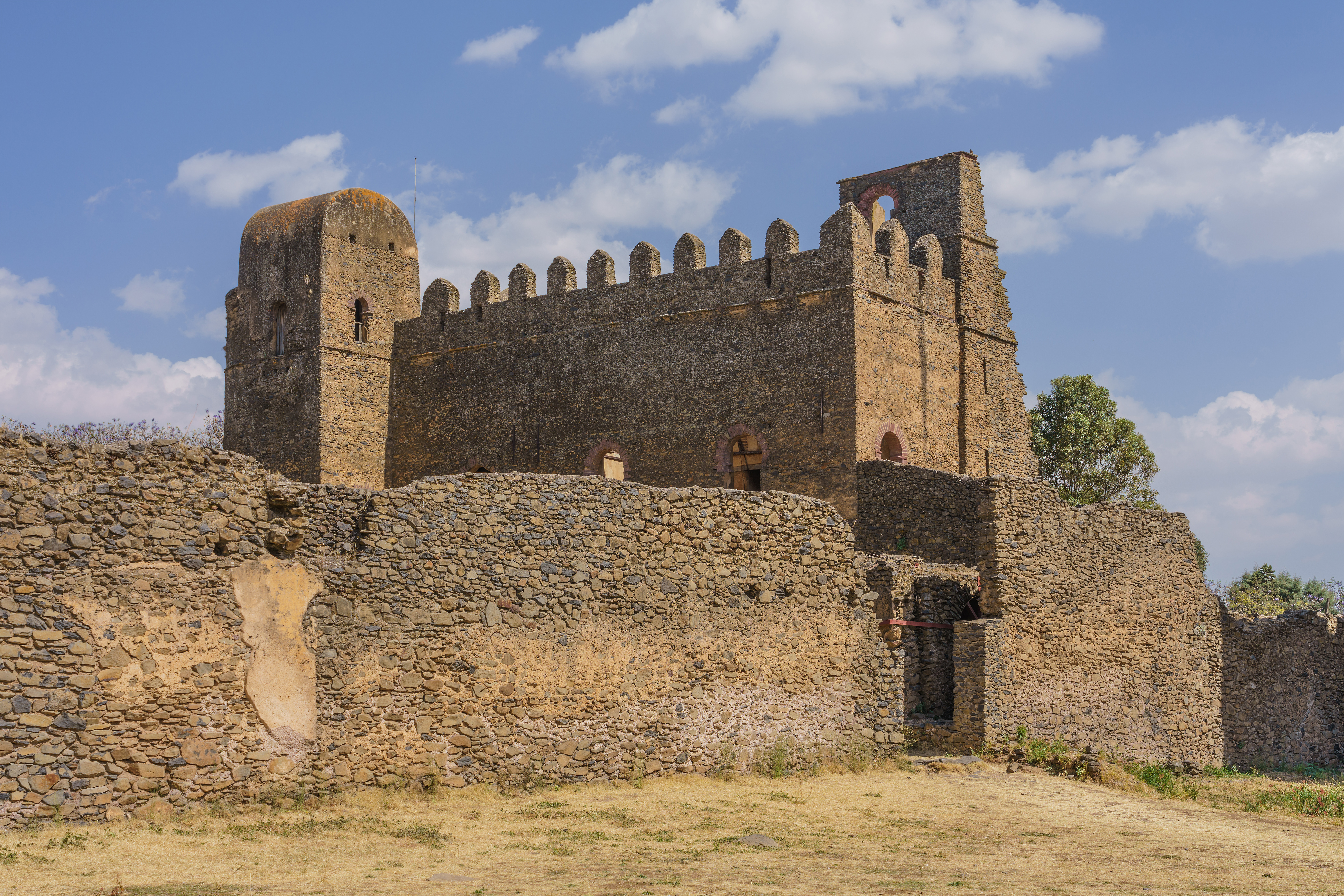
Ijaszusz kastélya
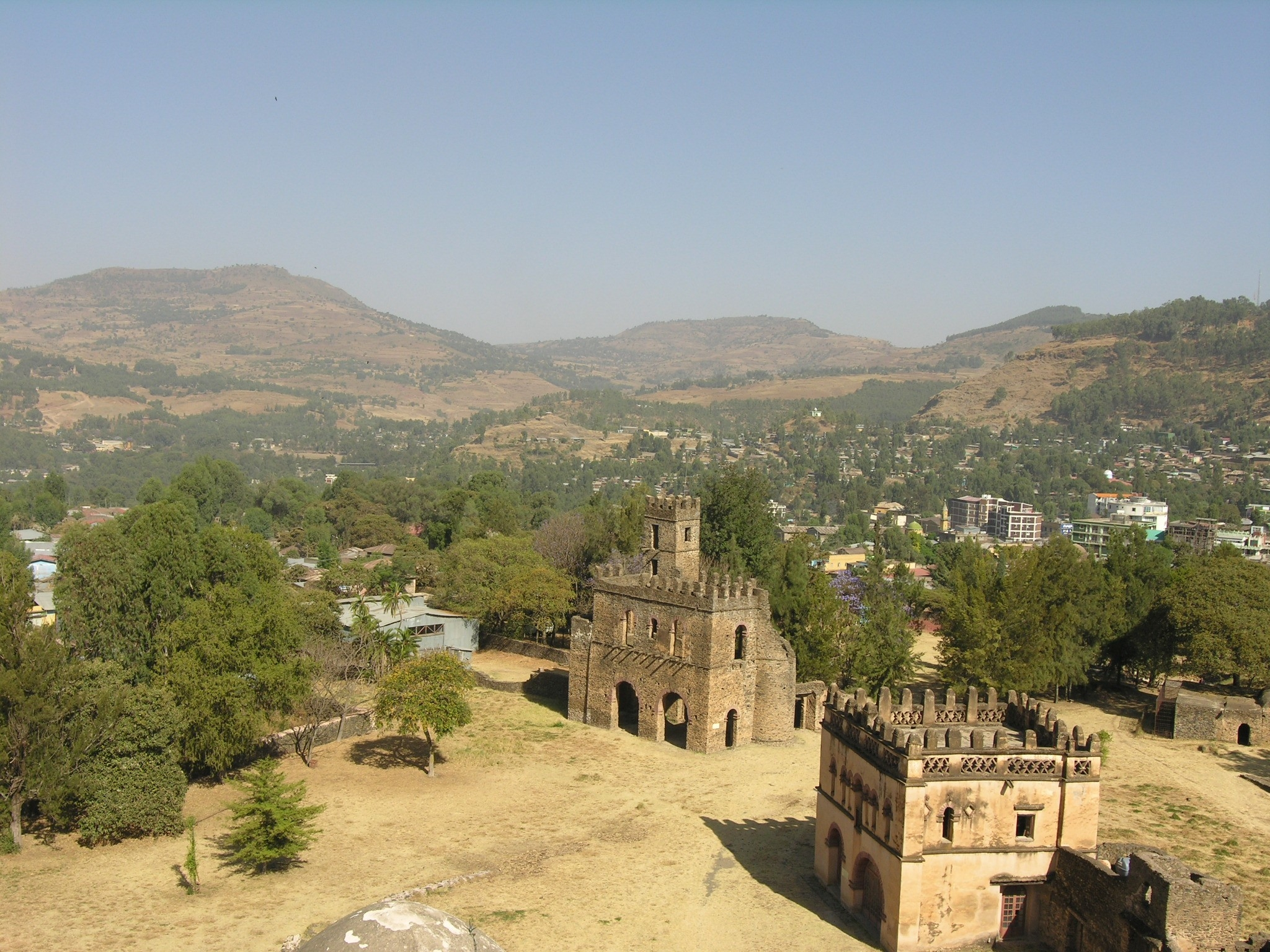
A császári könyvtár és a kancellária épületei
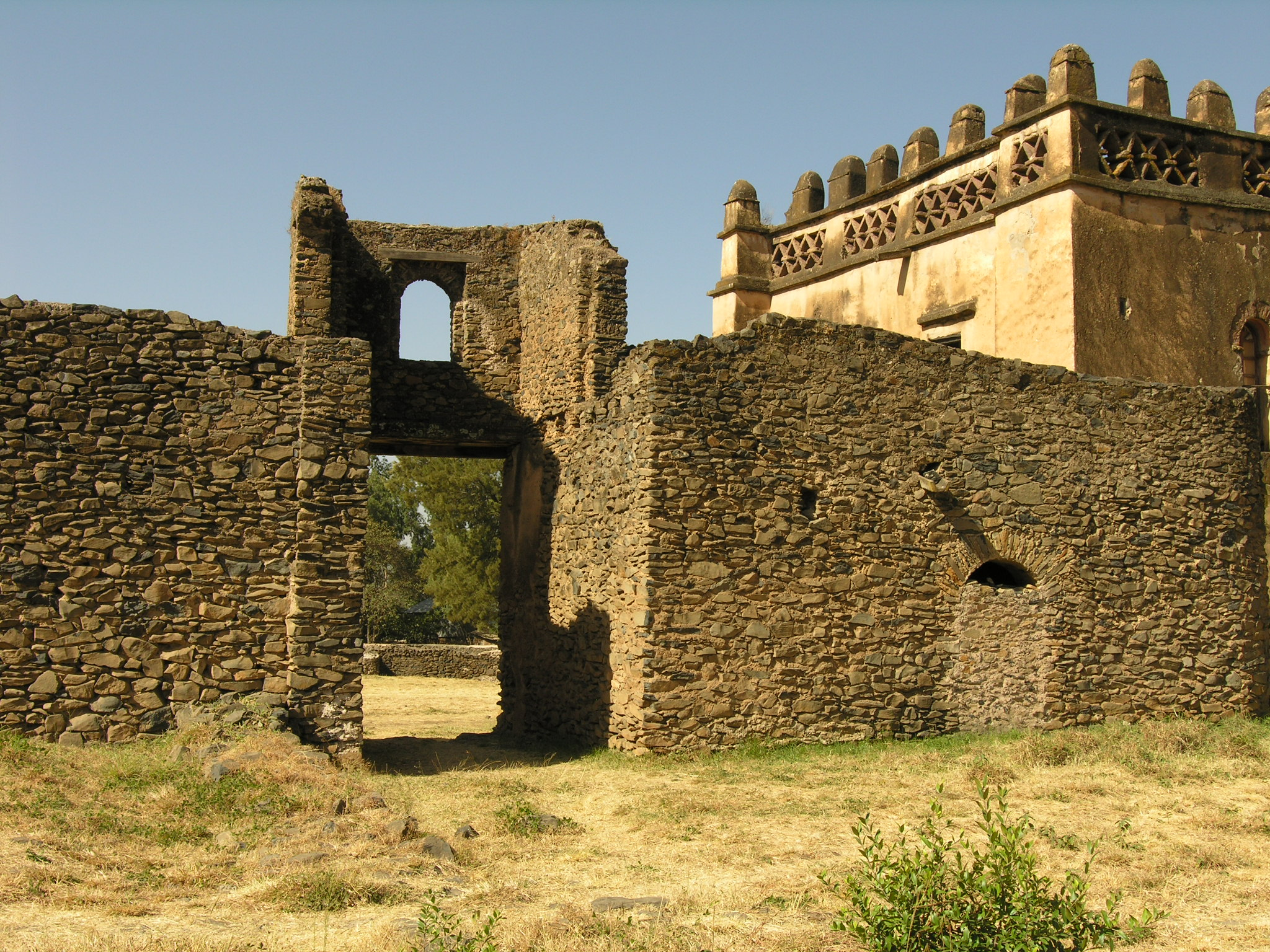
Várkapu
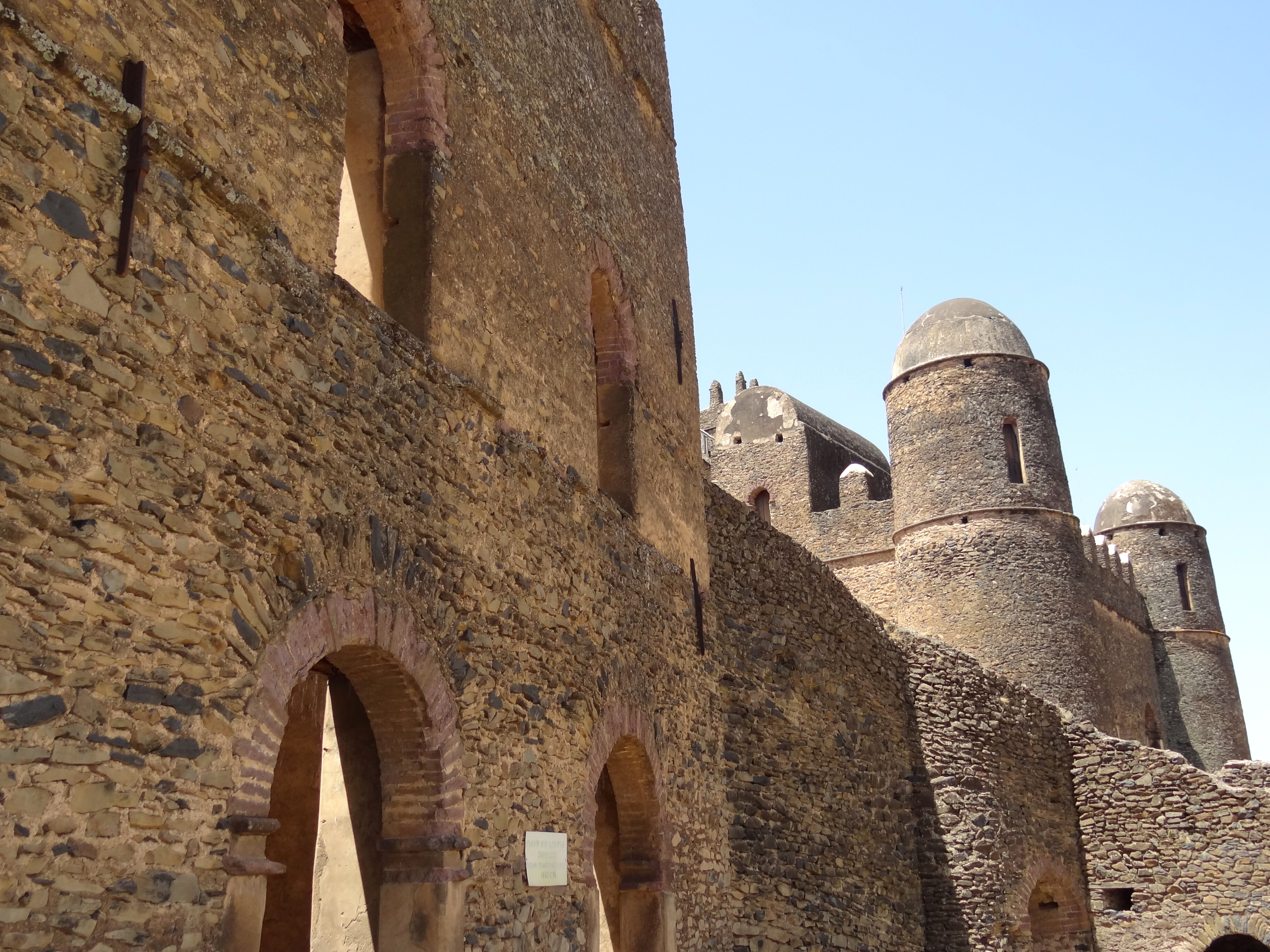
Bazilidász kastélya